# Paloma Mami
Paloma Rocío Castillo Astorga (Manhattan, 11 de novembro de 1999), conhecida pelo nome artístico Paloma Mami, é uma cantora e compositora chilena-americana. Seguida por sua participação no programa de competição Rojo, el color del talento, transmitido pela Televisión Nacional de Chile (TNC), assinou contrato com a Sony Music Latin em 2018. Desde então, acumula discos de ouro e platina com suas canções através da Recording Industry Association of America (RIAA).